# Кандагар (аэропорт)
Международный аэропорт Кандагар также известный как аэропорт Кандагар (ИАТА: KDH, ИКАО: OAKN) расположен в 16 км от Кандагара, второго по величине города в Афганистане.

## История
Аэропорт был построен Агентством США по международному развитию в 1956—1962 годах. Изначально он предназначался для дозаправки поршневых самолетов на маршруте Средний Восток—Юго-Восточная Азия, однако с развитием реактивной авиации необходимость в дозаправках отпала.
По окончании строительства аэропорт получил название «Ариана».
В 1979 году аэропорт занят советскими войсками, которые активно использовали его. В 1980-х годах в ходе Афганской войны в окрестностях аэропорта шли ожесточенные бои, но здание аэропорта и Взлётно-посадочная полоса пострадали незначительно. 
В период с 20 января по 4 февраля 1989 года аэропорт стал местом проведения советскими войсками операции «Воздушный мост», которая заключалась в поставке военно-транспортными самолётами около 2 600 тонн боеприпасов, для заблокированной группировки правительственных войск Афганистана.
В середине 1990-х аэропорт был отремонтирован ООН, для организации гуманитарных рейсов.
В 2001 году аэропорт был поврежден во время Войны НАТО в Афганистане. Аэропорт был захвачен американскими войсками уже в декабре 2001 года и на его территории была создана одна из первых военных баз НАТО в Афганистане.
В 2007 году аэропорт Кандагара был восстановлен и используется для военных и гражданских рейсов.
- Главный терминал в 2002 году
- Ночной вид на аэропорт